# Isländische Fußballmeisterschaft der Frauen 2012
Die Isländische Fußballmeisterschaft der Frauen 2012 (offiziell Pepsi-deild kvenna 2012) war die 41. Spielzeit der höchsten isländischen Spielklasse im Frauenfußball. Sie startete am 13. Mai 2012 und endete am 8. September 2012 mit dem 18. Spieltag. Die aus den Vereinen Þór Akureyri und KA Akureyri bestehende Spielgemeinschaft „Þór/KA“ gewann die Meisterschaft vor ÍB Vestmannaeyjar und qualifizierte sich damit für das Sechzehntelfinale der UEFA Women’s Champions League 2013/14. Den Gang in die 1. deild kvenna mussten Fylkir Reykjavík und KR Reykjavík antreten.

## Abschlusstabelle
Der Meister qualifizierte sich für das Sechzehntelfinale der UEFA Women’s Champions League 2013/14, die Mannschaften auf dem neunten und zehnten Rang stiegen in die 1. deild kvenna ab.
| Pl. | Verein               | Sp. | S  | U | N  | Tore    | Diff. | Punkte |
| --- | -------------------- | --- | -- | - | -- | ------- | ----- | ------ |
| 1.  | Þór/KA               | 18  | 14 | 3 | 1  | 053:160 | +37   | 45     |
| 2.  | ÍB Vestmannaeyjar    | 18  | 12 | 2 | 4  | 058:220 | +36   | 38     |
| 3.  | UMF Stjarnan (M, P)  | 18  | 12 | 2 | 4  | 053:230 | +30   | 38     |
| 4.  | Valur Reykjavík      | 18  | 9  | 4 | 5  | 048:300 | +18   | 31     |
| 5.  | Breiðablik Kópavogur | 18  | 8  | 5 | 5  | 041:220 | +19   | 29     |
| 6.  | FH Hafnarfjörður     | 18  | 5  | 4 | 9  | 027:470 | −20   | 19     |
| 7.  | UMF Afturelding      | 18  | 4  | 4 | 10 | 022:420 | −20   | 16     |
| 8.  | UMF Selfoss          | 18  | 4  | 4 | 10 | 030:770 | −47   | 16     |
| 9.  | Fylkir Reykjavík     | 18  | 3  | 3 | 12 | 023:440 | −21   | 12     |
| 10. | KR Reykjavík         | 18  | 1  | 5 | 12 | 017:490 | −32   | 08     |

## Saisonstatistiken

### Vereine
| Verein               | Stadt          | Stadion            | Platzierung 2011         |
| -------------------- | -------------- | ------------------ | ------------------------ |
| UMF Stjarnan         | Garðabær       | Samsung völlur     | Meister                  |
| Valur Reykjavík      | Reykjavík      | Vodafonevöllur     | 2. Rang                  |
| ÍB Vestmannaeyjar    | Vestmannaeyjar | Hásteinsvöllur     | 3. Rang                  |
| Þór/KA               | Akureyri       | Þórsvöllur         | 4. Rang                  |
| Fylkir Reykjavík     | Reykjavík      | Fylkisvöllur       | 5. Rang                  |
| Breiðablik Kópavogur | Kópavogur      | Kópavogsvöllur     | 6. Rang                  |
| UMF Afturelding      | Mosfellsbær    | N1-völlurinn Varmá | 7. Rang                  |
| KR Reykjavík         | Reykjavík      | KR-völlur          | 8. Rang                  |
| FH Hafnarfjörður     | Hafnarfjörður  | Kaplakrikavöllur   | 1. Rang (Aufstiegsrunde) |
| UMF Selfoss          | Selfoss        | Selfossvöllur      | 2. Rang (Aufstiegsrunde) |

### Torschützenliste
Die Rangfolge wurde zunächst nach der Trefferanzahl, anschließend nach der Anzahl der Meisterschaftseinsätze bestimmt. Aufgrund der kürzeren Einsatzzeit bei jeweils 18 Einsätzen wurde Elín Metta Jensen Torschützenkönigin vor Sandra María Jessen.
| Pl. | Spielerin                   | Verein               | Tore |
| --- | --------------------------- | -------------------- | ---- |
| 1.  | Elín Metta Jensen           | Valur Reykjavík      | 18   |
| 2.  | Sandra María Jessen         | Þór/KA               | 18   |
| 3.  | Harpa Þorsteinsdóttir       | UMF Stjarnan         | 17   |
| 4.  | Shaneka Jodian Gordon       | ÍB Vestmannaeyjar    | 14   |
| 5.  | Katrín Ásbjörnsdóttir       | Þór/KA               | 12   |
| 6.  | Danka Podovac               | UMF Stjarnan         | 12   |
| 7.  | Rakel Hönnudóttir           | Breiðablik Kópavogur | 11   |
| 8.  | Anna Björg Björnsdóttir     | Fylkir Reykjavík     | 10   |
| 8.  | Vesna Elísa Smiljkovic      | ÍB Vestmannaeyjar    | 10   |
| 10. | Ashley Bares                | UMF Stjarnan         | 10   |
| 10. | Kristín Erna Sigurlásdóttir | ÍB Vestmannaeyjar    | 10   |